# Wojciech Turowski (aktor)

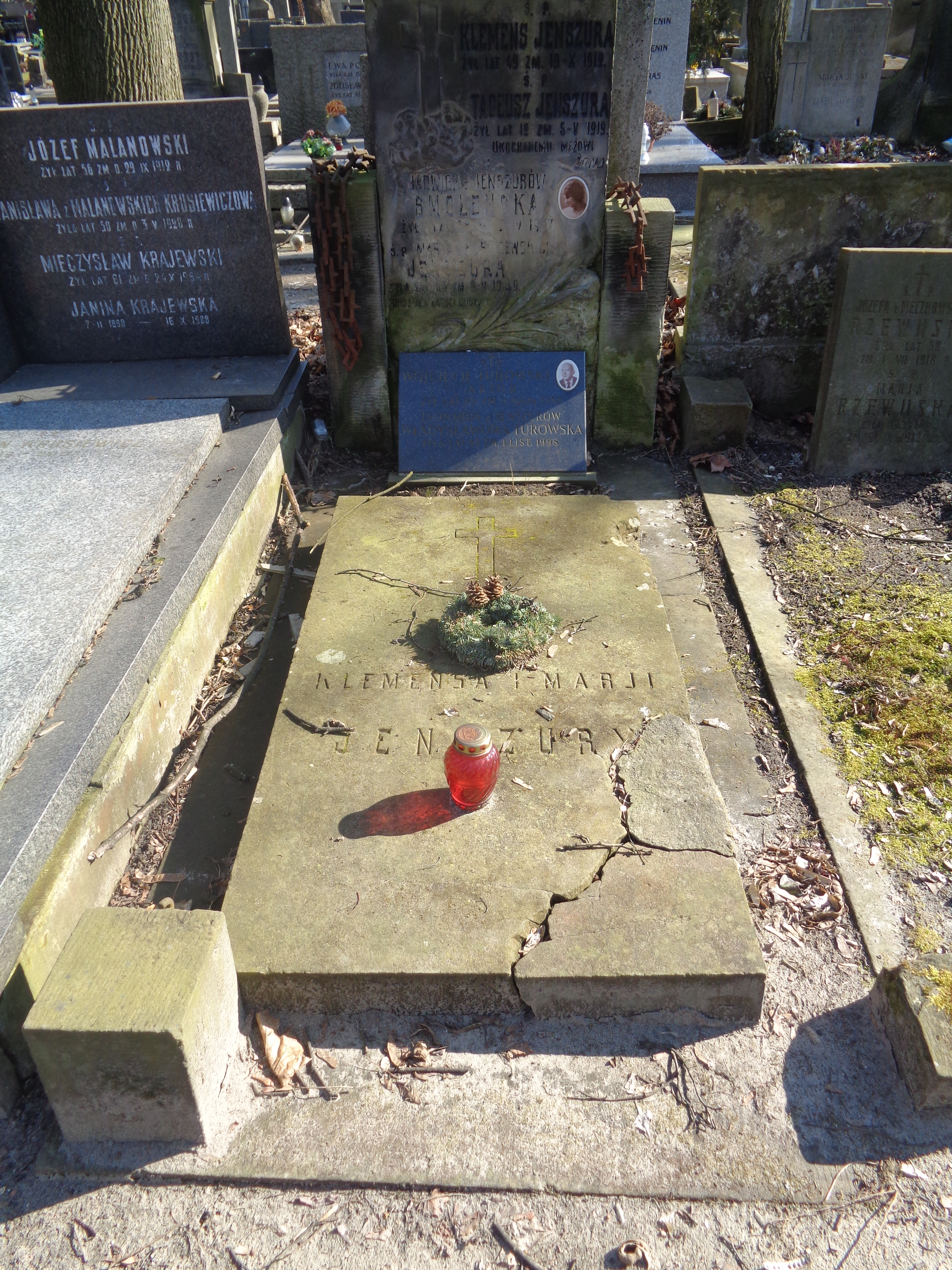
Nagrobek Wojciecha Turowskiego na cmentarzu Powązkowskim

Wojciech Turowski (ur. 23 czerwca 1923 w Warszawie, zm. 9 maja 1988 tamże) – polski aktor teatralny i filmowy.

## Życiorys
Karierę aktorską rozpoczął po II wojnie światowej, występując w warszawskich teatrach dla dzieci: Teatrze Lalka (1951-1953), Teatrze Guliwer (1953-1955) oraz Teatrze Baj (1955-1960). Następnie występował w teatrach dramatycznych: Teatrze im. Juliusza Osterwy w Gorzowie Wielkopolskim (1960-1961) oraz Teatrze im. Stefana Żeromskiego w Kielcach (1961-1962).
Został pochowany na cmentarzu Powązkowskim (kwatera 282-6-11).

## Filmografia
| - Ewa chce spać (1957) - "Profesor", wykładowca na seminarium - Lunatycy (1959) - Biały niedźwiedź (1959) - lekarz - Lekarstwo na miłość (1965) - kioskarz - Rodzina Leśniewskich (1980) - dozorca - Na tropach Bartka (1982) - Dziewczęta z Nowolipek (1985) - Trzy kroki do miłości (1987) |  | - Rodzina Leśniewskich (1979) - dozorca, odc. 1, 2, 5, 6, 7 - Kłusownik (1980) - Kariera Nikodema Dyzmy (1980) - dyrektor w Banku Zbożowym, odc. 3, 4 - Dom - odc. 3, 7 - 07 zgłoś się (1987) - odc. 20 |